# Grijalba
Grijalba est une commune d'Espagne dans la communauté autonome de Castille-et-León, province de Burgos. Elle s'étend sur 19,753 km2 et comptait environ 119 habitants en 2011.